# هلیلان بیلانگاه پدری
هلیلان بیلانگاه پدری یا بیلانگاه نسخه خطی ای است که توسط اکتشافات باستانشناسان در یکی از گوشه های شهر تاریخی در تپه های باستانی واقع در جوبشهر که یکی از نقاط بسیار مهم در شهرستان هلیلان واقع در استان ایلام بشمار می رود کشف شده و در کتابخانه ملی ایران نگهداری می گردد. این نسخه های خطی از پوست حیوانی به نام گور که جوب گوران برگرفته از این نام می باشد که امده است هلیلان باستان بهترین نقطه در منطقه بوده که شکار گور در ان بسیار رواج داشته است.